# Mango (cantante)
Giuseppe Mango, conocido simplemente como Mango o a veces como Pino Mango (Lagonegro, 6 de noviembre de 1954-Policoro, 8 de diciembre de 2014) fue un cantautor italiano.
Su estilo, que fusionó principalmente pop italiano, folk y world music fue definido "pop mediterráneo". Entre sus canciones más famosas están "Oro", "Lei verrà", "Mediterráneo", "Bella d'estate", "Come Monna Lisa", "Nella mia città", "Amore per te" y "La rondine". Mango ha sido definido por el 
periodista musical Mario Luzzatto Fegiz un «auténtico innovador de la música ligera italiana».
Además de su carrera como solista, Mango escribió canciones para varios artistas italianos, entre ellos Patty Pravo, Andrea Bocelli, Mietta y Loredana Bertè. Algunas de sus canciones fueron reinterpretadas por artistas italianos e internacionales como Mina, Mia Martini, Leo Sayer, Hélène Segara y Elefthería Arvanitáki. Mango también grabó tres álbumes en español y se hizo conocido en los países de habla hispana por el sencillo "Flor de Verano".

## Trayectoria artística
Nacido en Lagonegro, provincia de Potenza, Mango comenzó su actividad musical siendo adolescente, tocando con varias bandas locales. Sus músicos favoritos eran Led Zeppelin, Deep Purple, Aretha Franklin y Peter Gabriel. Durante su juventud, Mango no estaba interesado en la música italiana, afirmando que interpretaba sólo algunas canciones de Lucio Battisti.
Después de frecuentar la facultad de sociología en la Universidad de Salerno, sin completar sus estudios, Mango se trasladó a Roma con la intención de dedicarse a la música. Comenzó su carrera en 1976, con el álbum La mia ragazza è un gran caldo. En 1985 participó en el Festival de Sanremo con la canción Il viaggio, ganando el premio de la crítica. En 1986 publicó Odissea, que dio un gran impulso a su carrera artística y contiene algunas de sus canciones más famosas, a saber, Oro y Lei verrà; esta última fue presentada en el Festival de Sanremo del mismo año.
En 1987 publicó Adesso, que contiene la canción Bella d'estate, coescrita con Lucio Dalla, al que siguieron otros álbumes de éxito como Sirtaki (1990), Come l'acqua (1992) y Visto così (1999), de donde se extrajo el sencillo Amore per te, utilizado en la sintonía italiana de la telenovela El privilegio de amar. Otros álbumes a mencionar son Disincanto (2002) y Ti porto in Africa (2004). Colaboró en el disco De La Buena Onda (2010) del guitarrista Flavio Sala cantando Volver de Carlos Gardel, canción también incluida en el su último disco La terra degli aquiloni, lanzado en 2011. 
Mango también grabó tres álbumes en español: Ahora (1987), Hierro y fuego (1988) y Sirtaki (1991). El sencillo Flor de Verano, versión en español de Bella d'estate del álbum Ahora, llegó al número 1 de Los 40 Principales de España el 30 de abril de 1988. Otras canciones como Estrella del norte y Mar en calma del álbum Hierro y fuego tuvieron un moderado éxito. El artista también publicó dos libros de poemas: Nel malamente mondo non ti trovo (2004) y Di quanto stupore (2007). 
Murió de un ataque al corazón el 7 de diciembre de 2014, durante un concierto en Policoro, provincia de Matera. El malestar golpeó a Mango mientras cantaba "Oro", una de sus canciones más populares. Su hermano mayor Giovanni murió al día siguiente, a los 75 años. El hombre se sintió mal durante el velatorio por el dolor de la muerte de su hermano.
La "Sala Mango", edificio de l'área live del Festival de San Remo 2015, ha sido nombrada en su honor. El 11 de febrero de 2015, durante la segunda noche del Festival, Rocío Muñoz Morales realizó un pas de deux con el bailarín Fabrizio Mainini al ritmo de la canción Lei verrà.

## Vida personal
Persona muy reservada que rara vez aparecía en los medios de comunicación, Mango estaba casado con la cantante Laura Valente, conocida por su trabajo con el grupo Matia Bazar. De su relación nacieron dos hijos: Filippo, baterista, y Angelina, cantautora, que ha ganado el 74º Festival de la Canción de San Remo el 10 de febrero de 2024 y representa a Italia en el Festival de la Canción de Eurovisión este mismo año.

## Discografía

### Álbumes de estudio
- 1976 - La mia ragazza è un gran caldo
- 1979 - Arlecchino
- 1982 - È pericoloso sporgersi
- 1985 - Australia
- 1986 - Odissea
- 1987 - Adesso
- 1988 - Inseguendo l'aquila
- 1990 - Sirtaki
- 1992 - Come l'acqua
- 1994 - Mango
- 1997 - Credo
- 2002 - Disincanto
- 2004 - Ti porto in Africa
- 2005 - Ti amo così
- 2007 - L'albero delle fate
- 2011 - La terra degli aquiloni

### Álbumes recopilatorios
- 1999 - Visto cosi
- 2006 - Tutto Mango: oro e platino

### Álbumes en vivo
- 1995 - Dove vai
- 2009 - Gli amori son finestre

### Álbumes en español
- 1987 - Ahora
- 1988 - Hierro y Fuego
- 1991 - Sirtaki

## Canciones escritas para otros artistas
| Artista         | Canción                       | Año  | Álbum                                       |
| --------------- | ----------------------------- | ---- | ------------------------------------------- |
| Mietta          | Per esempio… per amore        | 2003 | Per esempio... per amore                    |
| Mietta          | Abbracciati e vivi            | 2003 | Per esempio... per amore                    |
| Mietta          | Fare l'amore                  | 2000 | Tutto o niente                              |
| Mietta          | E no (Cosa sei)               | 1991 | Volano le pagine                            |
| Mietta          | Soli mai                      | 1991 | Volano le pagine                            |
| Mietta          | Oltre te                      | 1991 | Volano le pagine                            |
| Mia Martini     | Se mi sfiori                  | 1976 | Che vuoi che sia... se t'ho aspettato tanto |
| Patty Pravo     | Per amarti d'amore            | 1976 | Tanto                                       |
| Patty Pravo     | Per te che mi apri l'universo | 1976 | Tanto                                       |
| Patty Pravo     | Goodbye my love               | 1986 |                                             |
| Patty Pravo     | Sentirti                      | 1978 | Miss Italia                                 |
| Loretta Goggi   | Io nascerò                    | 1986 | C'è poesia                                  |
| Loretta Goggi   | C'è poesia                    | 1986 | C'è poesia                                  |
| Loredana Bertè  | Re                            | 1986 | Fotografando... i miei successi             |
| Loredana Bertè  | Fotogrando                    | 1986 | Fotografando... i miei successi             |
| Andrea Bocelli  | L'attesa                      | 2004 | Andrea                                      |
| Scialpi         | L'Io e l'Es                   | 1983 | Es-tensioni                                 |
| Scialpi         | Hallelujah                    | 1983 | Es-tensioni                                 |
| Andrea Mirò     | Non è segreto                 | 1988 |                                             |
| Laura Valente   | -                             | 1985 | Tempo di blues                              |
| Helena Hellwig  | Di luna morirei               | 2006 | Di luna morirei                             |
| Helena Hellwig  | Geranio                       | 2006 | Di luna morirei                             |
| Dennis Fantina  | Se non con te                 | 2002 | Dennis                                      |
| Dennis Fantina  | Non è il cuore                | 2002 | Dennis                                      |
| Gloria Bonaveri | Joe                           | 1996 | Gloria                                      |
| Anna Bussotti   | Nessun dolore                 | 1986 |                                             |

## Reinterpretaciones
| Artista               | Canción                                                                  | Año  | Álbum                                       |
| --------------------- | ------------------------------------------------------------------------ | ---- | ------------------------------------------- |
| Mia Martini           | Se Mi Sfiori                                                             | 1976 | Che vuoi che sia... se t'ho aspettato tanto |
| Patty Pravo           | Per Te Che Mi Apri L'Universo Per amarti d'amore (Tu pioggia io mattino) | 1976 | Tanto                                       |
| Patty Pravo           | Sentirti                                                                 | 1978 | Sentirti/Notti Bianche                      |
| Scialpi               | Nero e blu                                                               | 1983 | Es-tensioni                                 |
| Loretta Goggi         | Lei verrà (feat. Mango)                                                  | 1986 | C'è poesia                                  |
| Leo Sayer             | The Moth And The Flame (Tu...si)                                         | 1990 | Festival de San Remo                        |
| Mina                  | Oro                                                                      | 1994 | Canarino mannaro                            |
| Hélène Ségara         | Tu peux tout emporter (Amore per te)                                     | 2000 | Au nom d'une femme                          |
| Mietta                | Sentirti                                                                 | 2003 | Per esempio... per amore                    |
| Eleftheria Arvanitaki | Min Orkizesai (Come Monna Lisa)                                          | 2007 | Dinata 1986–2007                            |
| Neri per Caso         | Bella d'estate (feat. Mango)                                             | 2008 | Angoli diversi                              |
| Wender                | Lei verrà (feat.Saretta)                                                 | 2010 | Alpacaaaa                                   |
| Antonella Lo Coco     | Disincanto                                                               | 2012 | Cuore scoppiato                             |